# 日立ショッピングセンター
ヒタチエ（hitachie）は、茨城県日立市幸町に所在するショッピングセンター。
地下1階・地上5階建ての本館と、隣接する地上3階建ての別館からなり、3階の連絡通路で繋がっている。
ここでは、かつて核店舗として出店していた総合スーパー「イトーヨーカドー日立店」（イトーヨーカドーひたちてん）についても述べる。

## 概要

### イトーヨーカドー時代
イトーヨーカ堂として、日立店は長らく不採算店舗とされており、2022年（令和4年）に閉店するまで度々閉店が検討されていた。
まず開業20年を迎えた2011年（平成23年）に売り上げの減少により閉店が検討されていたものの、同年3月11日に発生した東北地方太平洋沖地震（東日本大震災）による復興需要により来店客が増加し、売り上げも増加したため閉店を撤回した。
しかし、わずか4年後の2015年（平成27年）に再び閉店が検討された。市や市民による要望で撤回されるも、2018年（平成30年）には3度目の閉店が検討され、イトーヨーカ堂が市に閉店協議も申し入れた。閉店を免れる為、2019年2月に日立市が1億5000万円をかけて4階に「Hiタッチらんど・ハレニコ！」を整備し、2020年3月には書店「丸善」を誘致。それでも同年の10月には4度目の閉店が検討され、新型コロナウイルス感染症の影響などもありついに閉店が決定し、2022年（令和4年）1月16日に閉店となった。この閉店によって北関東のイトーヨーカドーは龍ケ崎市にある竜ヶ崎店と栃木県宇都宮市にある宇都宮店の2店のみとなった。

### イトーヨーカドー撤退後
イトーヨーカドーの閉店から約半年後の8月25日、市が三菱UFJ信託銀行から土地・建物を9億5千万円で取得したことが発表された。また、食品スーパーと生活雑貨店の誘致が内定し、市は2社に出店費用として計2億円を補助する他、施設の管理運営は民間に委託し、更にピ・タッチ館には会瀬町に存在する福祉プラザ（市社会福祉協議会・シルバー人材センターなど）を移転させ、隣接するパティオモール商店街の路面も改修することも判明した。
その後、市は記者会見を開き、核店舗として無印良品といばらきコープが出店し、翌2023年（令和5年）4月28日に開店することが発表された。

## 沿革

### イトーヨーカドー日立店
- 1991年（平成3年）10月30日 - 開業。初日は約4000人の行列ができ、1億円の売り上げを記録した[16]。
- 2006年（平成18年）2月 - 開業以来5階に入居していたプレビ運営の映画館「日立シネフェスタ」[17]が撤退。
- 2011年（平成23年） - 閉店が検討されるも撤回。
- 2015年（平成27年） - 2度目の閉店が検討されるも撤回。
- 2018年（平成30年） 
  - 5月 - 日立店の閉店が決定。のちに日立市と日立商工会議所の存続要望により撤回[18]。
  - 12月 - 日立市が4階を活用することで合意[19]。
- 2019年（平成31年）10月1日 - 4階に屋内型遊び場「Hiタッチらんど・ハレニコ！」がオープン（一般利用は10月2日から）[20][21][22]。
- 2020年（令和2年）
  - 3月1日 - 丸善が開店[23][24]。
  - 改めて日立店の閉店が決定[18]。
- 2021年（令和3年）6月 - 翌年1月での閉店を発表する[13]。
- 2022年（令和4年）1月16日 - 核店舗のイトーヨーカドー日立店が閉店[16][18][25]。

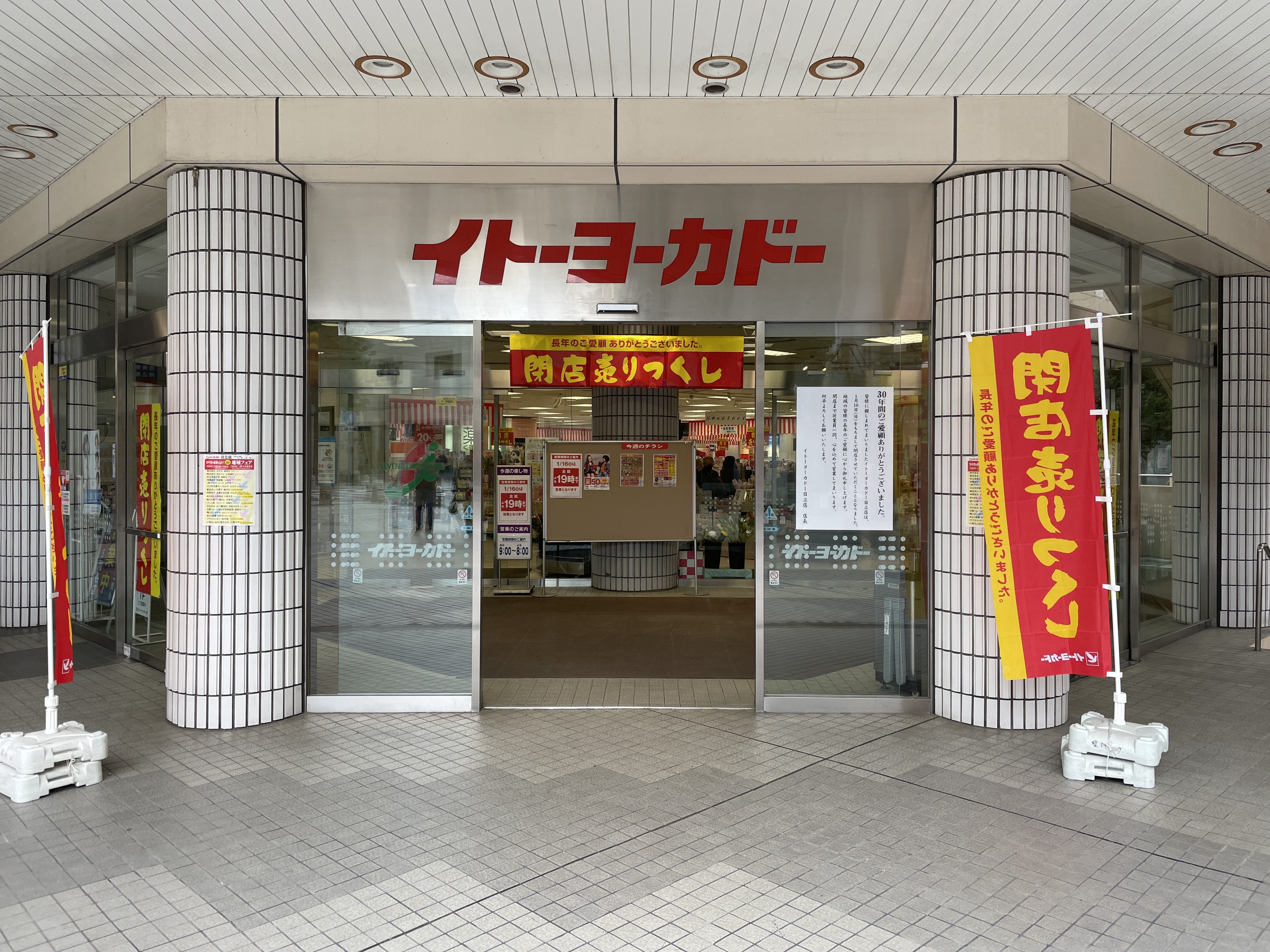
入口（2022年1月）
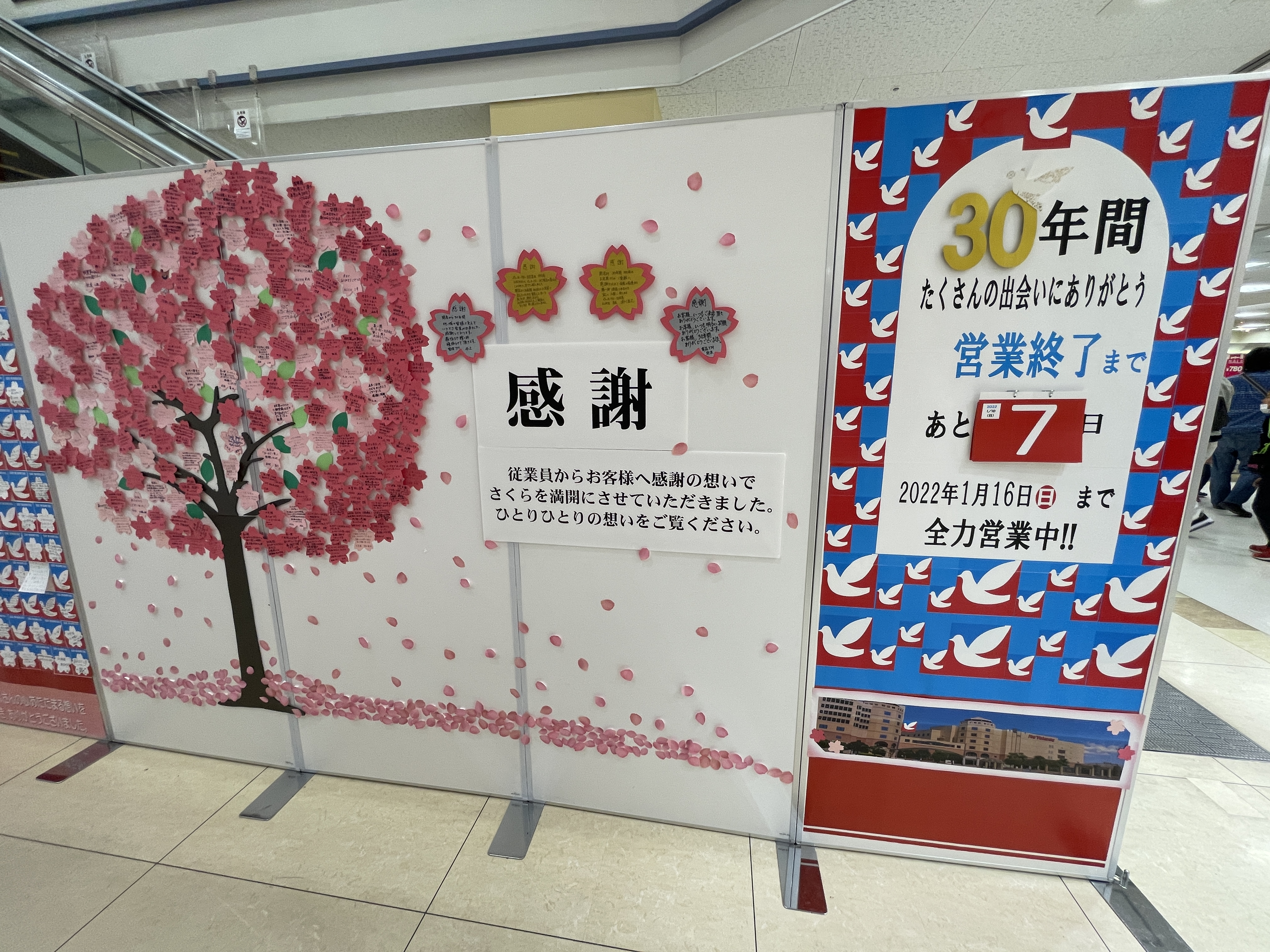
カウントダウンボード（2022年1月）
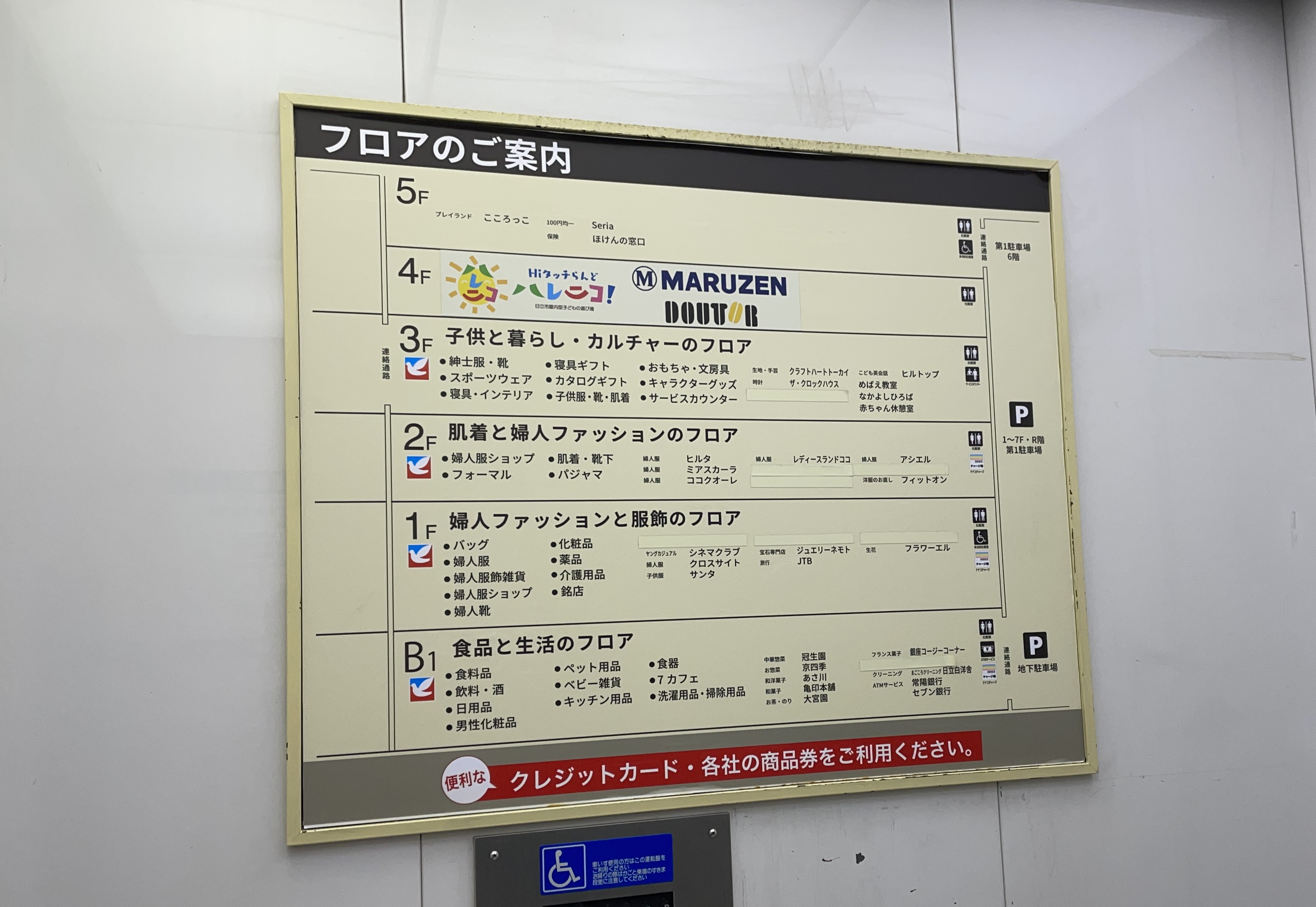
フロア案内（2022年1月）
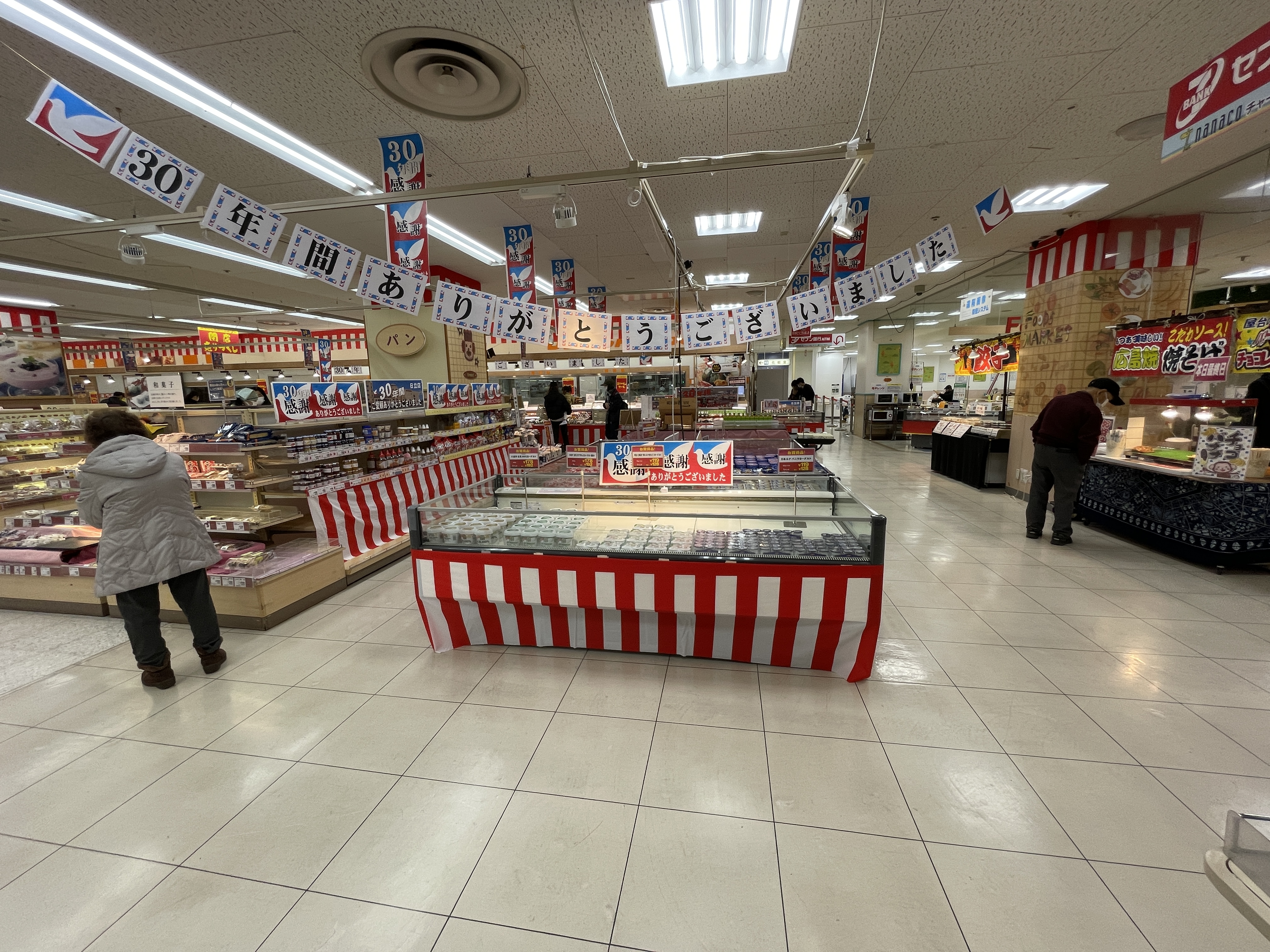
地下1階食品売り場（2022年1月）

### 日立ショッピングセンター
- 主に本館4, 5階の店舗が営業していた（2022年8月時点）。
- 2022年（令和4年）
  - 3月1日 - 1階に期間限定ショップがオープン[26]。
  - 8月25日 - 日立市が「日立ショッピングセンター」の土地及び建物を買い取り、2023年4月28日のリニューアルオープンを目指すことを発表[27][28][29]。

### ヒタチエ
- 2023年（令和5年）
  - 2月22日 - 日立駅前大型商業施設の愛称が「ヒタチエ」に決定[30][31][32]。
  - 4月28日 - 無印良品といばらきコープを核店舗とし、「ヒタチエ」としてリニューアルオープン[15][11][1][33][34][35]。
  - 7月21日 - 2ndオープン[15][36]
  - 9月 - 3rdオープン[37]
  - 11-12月 - 4thオープン[38][39]

## 主なテナント
2023年12月末時点

### 本館
- いばらきコープ（B1F）
- 無印良品（1F）
- 日立市役所 日立駅前出張所 幸ステーション（1F）
- 珈琲館（2F）
- BOOKOFF PLUS（3F)
- 丸善（4F）
- Hiタッチらんど・ハレニコ！（日立市屋内型子どもの遊び場）（4F）
- アミューズメントプレビこころっこ（5F）
- Seria（5F）

など

### 別館
- 日立メディカルセンター（1・2F）

など

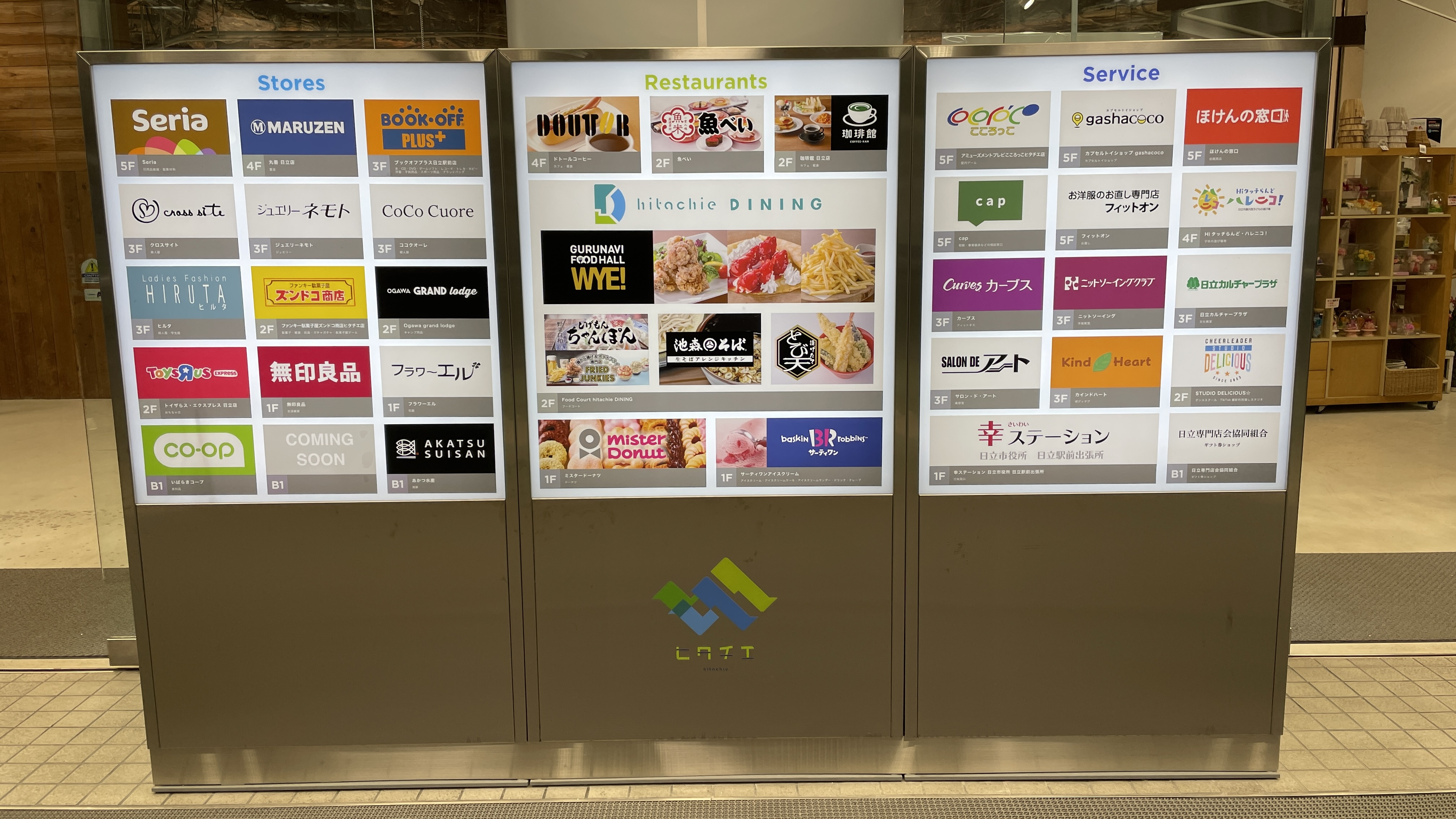
ショップリスト（2024年1月）
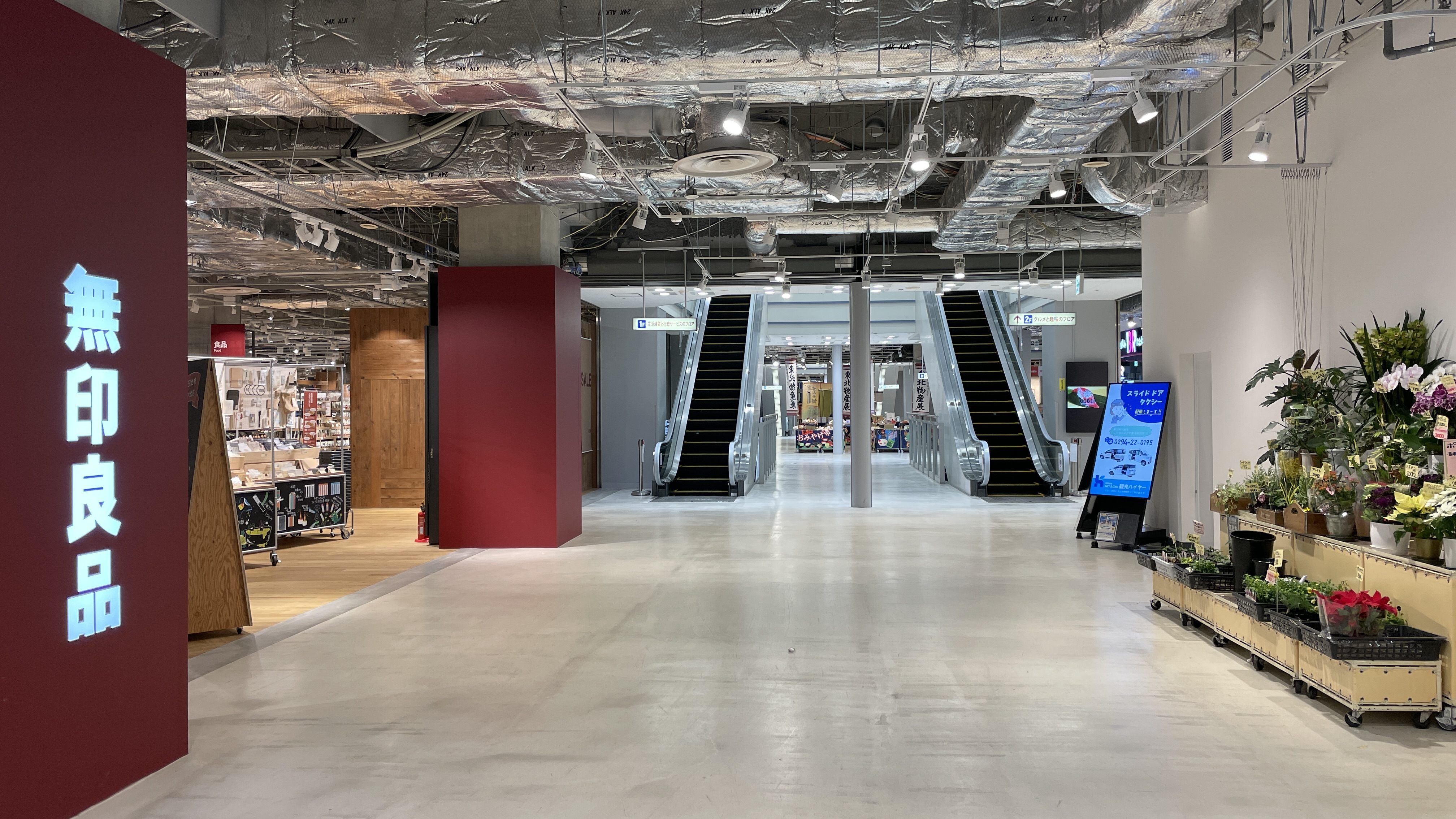
ヒタチエ1階（2024年1月）
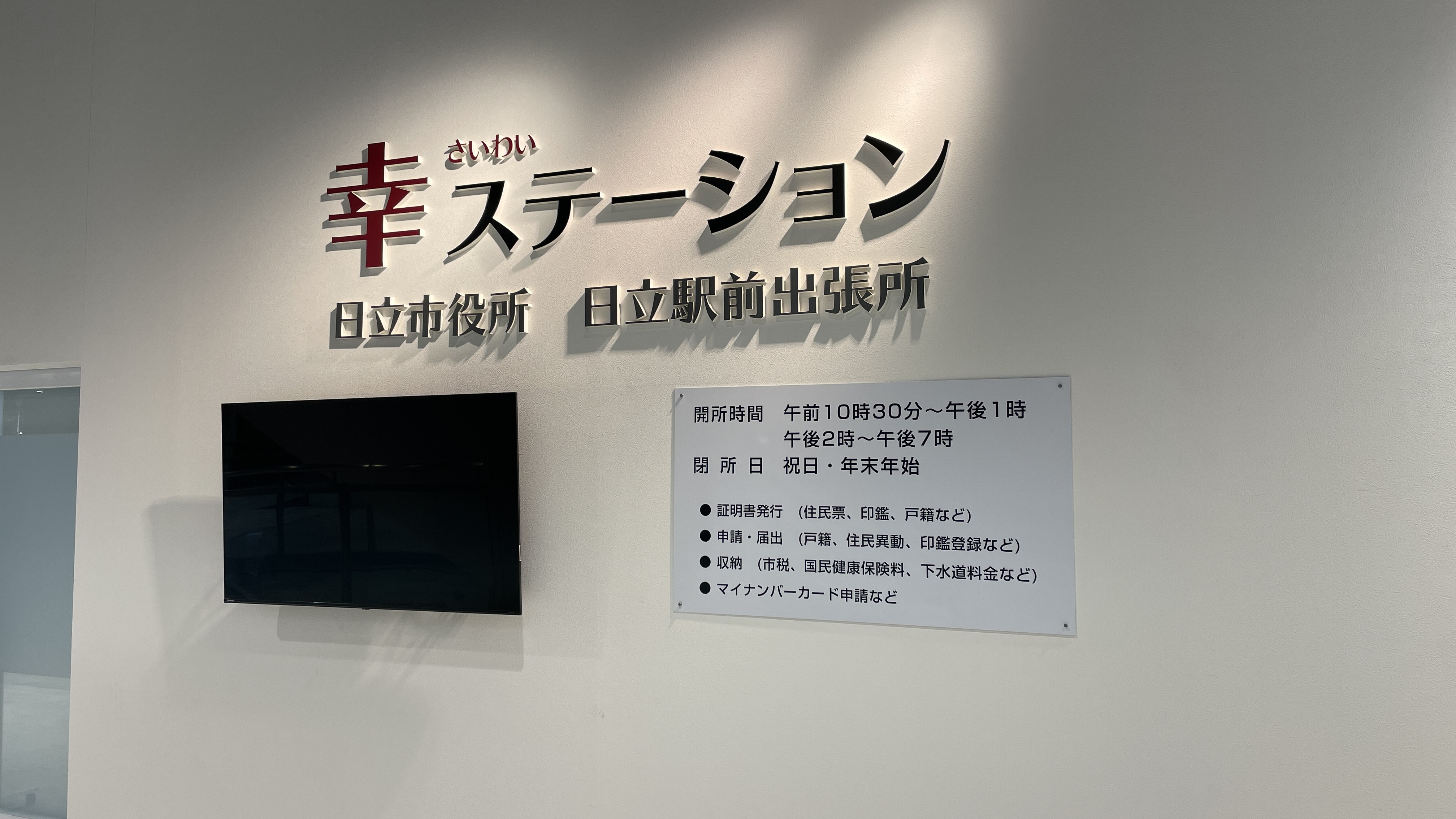
日立市役所 日立駅前出張所 幸ステーション（2024年1月）

## アクセス
- 最寄り駅 - JR常磐線 日立駅
- 最寄りIC - 常磐自動車道 日立中央IC

## 周辺
- 日立シビックセンター - 地下駐車場で直結。
- 東横イン 日立駅前店
- ホテルテラスザスクエア日立
- パティオモール商店街